# Björklidtjärnarna (Lycksele socken, Lappland, 721236-161356)
Björklidtjärnarna är en sjö i Lycksele kommun i Lappland och ingår i Umeälvens huvudavrinningsområde.